# Mercure tyrrhénien
Pour les articles homonymes, voir Mercure.
Hipparchia neomiris
Espèce
Statut de conservation UICN

 LC  : Préoccupation mineure
Le Mercure tyrrhénien ou Agreste tyrrhénien (Hipparchia neomiris) est une espèce de lépidoptère appartenant à la famille des Nymphalidae, à la sous-famille des Satyrinae et au genre Hipparchia.
Cette espèce est endémique des îles Tyrrhéniennes.

## Dénomination
Il a été nommé Hipparchia neomeris par Jean-Baptiste Godart en 1824.

### Noms vernaculaires
Le Mercure tyrrhénien  ou Agreste tyrrhénien se nomme Corsican Grayling en anglais,.

## Description
Le Mercure tyrrhénien est de couleur marron avec une large bande submarginale jaune orangé, avec en bordure une frange entrecoupée et un ocelle noir pupillé de blanc à l'apex des antérieures et deux autres très petits, un aux antérieures, un aux postérieures.
Le revers des antérieures est semblable avec la large bande submarginale jaune orangé et l'ocelle noir  pupillé de blanc à l'apex  alors que les postérieures sont marbrées de marron et de blanc avec une large bande blanche.

## Biologie

### Période de vol et hivernation
Le Mercure tyrrhénien vole en une génération entre juin et août.

### Plantes hôtes
Ses plantes hôtes sont des Poacées qui restent à déterminer.

## Écologie et distribution
Le Mercure tyrrhénien n'est présent qu'en Corse, en Sardaigne et dans les îles d'Elbe et de Capraia.

### Biotope
Il réside sur des escarpements rocheux proches des bois de pins.

### Protection
Pas de statut de protection particulier